# Nemapogon alticolella
Nemapogon alticolella is een vlinder uit de familie echte motten (Tineidae). De wetenschappelijke naam is voor het eerst geldig gepubliceerd in 1961 door Zagulajev.
De soort komt voor in Europa.